# Roller in line hockey aux Jeux mondiaux de 2005
Navigation
jeux mondiaux de 2009
Les jeux mondiaux de 2005 sont la première édition où un tournoi de Roller in line hockey eu lieu. 

## Contexte
Les 5 premières nations mondiales (suivant le classement des Championnats du monde FIRS) sont qualifiées ainsi que l'Allemagne, pays organisateur.

## Phase préliminaire
Toutes les équipes s'affrontent une fois, les 4 premières au classement sont qualifiées pour le tour final.
|    | Équipe             | MJ | Pts | B+ | B- |
| -- | ------------------ | -- | --- | -- | -- |
| 1e | Canada             | 5  | 10  | 2  | 17 |
| 2e | États-Unis         | 5  | 7   | 29 | 18 |
| 3e | Suisse             | 5  | 6   | 16 | 15 |
| 4e | Suède              | 5  | 4   | 18 | 26 |
| 5e | République tchèque | 5  | 3   | 22 | 17 |
| 6e | Allemagne          | 5  | 0   | 11 | 31 |

## Tournoi final

### Demi-finales
- Canada 5 - 1  Suède
- États-Unis 4 - 2  Suisse

### Match pour la3eplace
- Suisse 3 - 2 a.p.  Suède

### Finale
- États-Unis 5 - 2  Canada

## Bilan
Les États-Unis qui trustent la plupart des titres mondiaux s'adjugent le premier titre aux jeux mondiaux.

### Podium
| 1er | États-Unis | Médaille d'or      |
| 2e  | Canada     | Médaille d'argent  |
| 3e  | Suisse     | Médaille de bronze |